# Киселёв, Николай Фёдорович (предприниматель)
Николай Фёдорович Киселёв (фин. Nikolai Kiseleff; 15 февраля 1820, Гельсингфорс — 18 марта 1883, Гельсингфорс) — коммерции советник и меценат русского происхождения, проживавший в Финляндии. Киселёвы вошли в число богатейших торговых родов великого княжества Финляндского в начале XIX-го века. Они стремились влиться в шведоязычную элиту города Хельсинки. В 1870-х и 1880-х годах, помимо торгового дома Киселёвых, Николай Киселёв также заведовал заводом по производству сахара в районе Тёёлё и газовой станцией в Хельсинки.

## Биография
Николай Киселёв работал в основанном его отцом, Фёдором Киселёвым, торговом доме. В 1844 году он окончил Императорский Александровский университет со степенью бакалавра философии и продолжил своё обучение в Московском университете на факультете права. После смерти своего отца в 1847 году, Николай вместе с братом Фёдором стал управлять семейной фирмой, изменившей своё название на F. P. Kiseleff & Söner. Бо́льшую часть фирмы составлял завод по производству сахара в Тёолё, ставший в 1859 году акционерным обществом и получивший название Tölö Sockerbruks Bolag. Фёдор младший был главным директором обеих компаний вплоть до конца жизни. Он умер в 1874 году, после чего к Николаю перешло руководство предприятиями. Оба брата также являлись важными акционерами и членами правления основанной в Хельсинки в 1860 году газовой станции. В середине XIX-го века Николай приобрёл поместье Ойтбакка в Киркконумми и использовал его как летнюю резиденцию. Вместе с братом Фёдором он построил новое главное здание усадьбы, спроектированное третьим братом, Константином Киселёвым.
Николай Киселёв также был выдающимся меценатом. Он коллекционировал произведения искусств зарубежных и отечественных художников. Среди всего прочего ему принадлежала картина Хелены Шерфбек под названием «Бальные туфли».
Киселёв поддерживал деятельность Шведского театра (швед. Svenska Teatern), в то время называвшегося Nya Teatern, и занимал пост его директора в 1867—1876 и 1876—1880 годах. Он и сам играл на сцене, а также переводил зарубежные пьесы на шведский язык. К тому же Николай Киселёв в течение многих лет был членом Общества финской литературы, Общества финского искусства и научного общества Societas pro Fauna et Flora Fennica. Выделял Обществу финской литературы 150 рублей серебром для выдачи награды автору лучшего литературного произведения на финском языке. В конкурсе в 1860 году победил студент университета Алексис Стенвалль (Алексис Киви) с трагедией «Куллерво».
С 1875 года входил в Городской совет Гельсингфорса, а в 1883 году получил почётное звание коммерции советника.
Скончался от сердечного приступа в 1883 году. Похоронен на православном кладбище в Гельсингфорсе в районе Лапинлахти.